# Dotování
Dotování je v materiálovém inženýrství vnesení nepatrného množství (řádově tisíciny až miliardtiny množství základní látky) příměsi do materiálu za účelem změny jeho vlastností. Postup se používá při výrobě polovodičů, kdy je čistý, obvykle krystalický, základní materiál dotován určitou, velmi specifickou příměsí, tvořenou obvykle atomy jiné látky. Tím se původně nevodivý materiál stane polovodivým. Kombinací různých typů polovodičů a polovodičů s různou úrovní dotace se vyrábějí polovodičové součástky.
Pro odlišení od významu „přidělení finančních prostředků“ a pod vlivem anglického slova doping se používá i slovo dopování.

## Typy polovodičů
Dotace krystalického materiálu způsobí bodové poruchy krystalové mřížky. Při výrobě polovodičů se nejčastěji uplatňuje substituce atomy z vedlejšího sloupce periodické tabulky než má základní materiál:

Znázornění poměrů v krystalové mřížce při substituci atomu křemíku atomem fosforu

Substituce atomu křemíku atomem hliníku

- Při přidání prvků z pátého sloupce periodické tabulky ke křemíku vznikne polovodič typu n. Prvky z pátého sloupce (dusík, fosfor, arzén a antimon) mají 5 elektronů ve své valenční slupce, o jeden více než křemík. V krystalové mřížce se tak objeví jeden volný elektron, který nese záporný náboj. Elektrický proud teče opačným směrem než proudí elektrony.
- Při přidání prvků z třetího sloupce periodické tabulky ke křemíku vznikne polovodič typu p. Prvky z třetího sloupce (bór, hliník, gallium a indium) mají pouze 3 elektrony ve své valenční slupce, o jeden méně než křemík. Navázáním některého z okolních elektronů na atom příměsi vznikne nepohyblivý záporný iont a oblast s chybějícím elektronem – elektronová díra. Díky přesunům volných elektronů mezi dírami se zdá, že se přesouvají díry. Elektrický proud teče stejným směrem, jakým se pohybují díry. Díry se pohybují výrazně pomaleji než elektrony.

Pomalost polovodičů (např. při přechodu do uzavřeného stavu pn-diody)
nebo spínací časy bipolárních spínacích tranzistorů jsou způsobeny
téměř výhradně
relativně pomalým pohybem děr, které mají relativně dlouhou dobu života.
Schottkyho diody, u nichž se při vedení proudu uplatňují pouze elektrony, jsou proto mnohonásobně rychlejší než pn-diody.
Totéž platí pro tranzistory řízené polem typu n v porovnání s bipolárními tranzistory.

## Metody dotování
Pro dotování polovodičů lze využít mnoho metod. Nejznámější jsou například difúze, iontová implantace a epitaxní růst.

### Difúze
Difúze se zpravidla skládá ze dvou kroků: nejdříve je vytvořena vrstva s vysokou koncentrací příměsi, která poté působením vysoké teploty difunduje do krystalové mřížky základního materiálu. Díky tomu je povrchová koncentrace nižší a koncentrace v materiálu vyšší. Důležitou roli zde hraje difuzní koeficient.

### Iontová implantace
Iontová implantace se provádí ve vakuu pomocí zdroje iontů, kterým bývá zpravidla speciální urychlovač částic, který částice urychlí elektrickým polem na rychlost více než 300 tisíc km/hodinu, a ionty s požadovanou hmotností vybere pomocí magnetického pole.
V případě nízkého urychlovacího napětí bez hmotnostního výběru mluvíme o vakuové depozici tenkých vrstev. Hloubka průniku závisí na implantovaném materiálu a velikosti iontů. Vhodnou volbou urychlovacího napětí lze měnit rychlost a tím i hloubku vniknutí.